# American Shaolin
American Shaolin es una película de acción estadounidense de 1991 dirigida por Lucas Lowe y protagonizada por Reese Madigan, Daniel Dae Kim y Henry O. 
Fue lanzada en VHS por Academy Entertainment bajo el título: American Shaolin: King of the Kickboxers 2. A pesar de que esta película y The King of the Kickboxers comparten el mismo director, no tienen ninguna relación en términos de trama y personajes.

## Argumento
Drew Carson, un luchador de artes marciales estadounidense es humillado públicamente por su rival agresivo y peligroso Trevor Gottitall en un combate. Con la intención de vengarse por lo ocurrido, él viaja a China, hasta el legendario templo Shaolin, donde intentará perfeccionar su técnica de Kung Fu. 
Al principio, le cuesta integrarse en esta nueva cultura y es el alumno más problemático. Pero pronto se centrará en el aprendizaje y mejorar al respecto, aprendiendo a ser más maduro, tener equilibrio interno y utilizar el Kung Fu solo en defensa propia y de los demás. Finalmente se convierte en el primer americano que se gradúa en el templo Shaolin.
Un día, los estudiantes del templo Shaolin aparecen en un torneo y allí se encuentra con su rival otra vez. Gottitall, dándose cuenta durante el torneo de que Carson ha mejorado, desea enfrentarse por ello otra vez con él y le reta de forma agresiva y peligrosa hasta el punto de agredir a otro monje Shaolin amigo suyo para ello. 
Carson entonces, según lo aprendido, se mide con él sin ceder al deseo de venganza y consigue gracias a lo que aprendió vencerlo, y dejar su ira atrás respecto a lo que le hizo en el pasado hasta el punto de respetarlo tras haberlo vencido. Después de ello su maestro San De, que también está allí, le declara como el futuro de Shaolin.

## Reparto
- Reese Madigan - Drew Carson
- Trent Bushey - Trevor Gottitall
- Daniel Dae Kim - Gao
- Billy Chang - Li
- Cliff Lenderman - D.S.
- Kim Chan - Maestro Kwan
- Henry O - San De
- Jean Louisa Kelly - Maria

## Producción
La película fue rodada en China.

## Recepción
La película para ha sido valorada en el portal cinematográfico IMDb. Con 1.505 votos registrados la película obtiene en el portal una media ponderada de 5,8 sobre 10.